# José Prendes
José Prendes Vega (Gijón, Asturias, España, 12 de febrero de 1930) es un exfutbolista español que jugaba como delantero. El principal equipo a lo largo de su carrera fue el Real Sporting de Gijón, en el que se mantuvo durante nueve temporadas.

## Trayectoria
Nacido en Gijón, perteneció durante toda su vida a la cantera del Real Sporting de Gijón aunque estuvo dos años jugando tanto en el Adaro como en la Cultural de Aboño antes de debutar con el Deportivo Gijonés en la campaña 1946-47.
Con el primer equipo debutó en 1948, cuando acababa de descender a Segunda División. Fue determinante en la temporada 1950-51, en la que marcó treinta y tres goles, y consiguió el ascenso a Primera División. Jugó tres temporadas en la máxima categoría hasta que el equipo descendió nuevamente en 1954. En la nueva etapa de Segunda División participó en sus últimas tres campañas, hasta 1957, cuando el equipo volvió a conseguir el ascenso. En total, disputó 177 encuentros con el equipo gijonés, en los que anotó ochenta y ocho goles.
En 1957, fue traspasado al Real Murcia C. F., en el que estuvo dos temporadas hasta que se unió a la disciplina del C. D. Tenerife, donde consiguió un nuevo ascenso a Primera División. Tras su paso por el equipo canario abandonó el fútbol profesional y regresó a Asturias para militar en el Real Avilés C. F. entre 1960 y 1962. Posteriormente, en 1963, se retiró en un modesto equipo de su ciudad natal, el Pelayo C. F.
En 2007, la asociación de veteranos del Real Sporting de Gijón le concedió la insignia de oro del club.

## Clubes
| Club              | País   | Año       |
| ----------------- | ------ | --------- |
| Deportivo Gijonés | España | 1946-1948 |
| Real Gijón        | España | 1948-1956 |
| Real Murcia C. F. | España | 1956      |
| Real Gijón        | España | 1956-1957 |
| Real Murcia C. F. | España | 1957-1959 |
| C. D. Tenerife    | España | 1959-1960 |
| Real Avilés C. F. | España | 1960-1962 |
| Pelayo C. F.      | España | 1962-1963 |